# Coudia
Coudia là một chi bướm đêm thuộc họ Gelechiidae.